# La Tortuga (Piura)
La Tortuga es una localidad y caleta ubicada en el distrito y la provincia de Paita del departamento de Piura, al norte del Perú. Desde 2002, se ha discutido su pertenencia al distrito de Vice o a la provincia de Paita, siendo el Tribunal Constitucional del estado Peruano que reconoció la caleta La Tortuga como parte de esta última.

## Característica del litoral
Esta caleta se encuentra entre la Punta Cenizo en dirección SW, hasta la Punta Tortuga en dirección SE, donde se inicia el trama accidentado de unos 4 km de acantilados rocosos y de barrancos, que despiden muchos bajos y hendiduras rocosas, hasta unos 400 metros de la playa, terminando en Punta Gobernador. La extensión del litoral donde operan los pescadores es de 2 km con una playa de 150 metros. El mejor fondeadero está en 10 - 15 Bz a 500 metros de la playa con fondo arenoso.

## Aspecto Socioeconómico
Esta caleta limita por el norte con la caleta La Islilla de la cual dista 6 km, por el Sur con la Caleta San Pedro y por el este con el distrito de Vice-Cuenta con dos vías de comunicación directa, una por la carretera Piura - Paita, totalmente encalaminada y la otra por la carretera La Unión - Vice, vía ocupada por grandes dunas, lo cual dificulta su recorrido. Cuenta con servicio de alumbrado público, pero existen limitaciones en los demás servicios. La principal actividad económica de la población es la pesca y le sigue el comercio.

## Actividad Extractiva
Cuenta con una flota de embarcaciones cuya capacidad de bodega fluctúa entre 2 y 5 TM y su mayoría cuentan con embarcaciones auxiliares (balsilla) cuyas capacidades son de 50 a 100 Kg. Las especies que extraen son: caballa, albacora, tollo, congrio, cabrilla, hacen uso de la sal para preparar el producto salpreso y luego venderlo en esas condiciones.

## Demografía
En el 2017 La Tortuga tenía una población de 2948 habitantes.
| Gráfica de evolución demográfica de La Tortuga entre 1993 y 2017 |
|                                                                  |
| Fuentes: Población 1993 y 2017                                   |